# Drasteria mongoliensis
Drasteria mongoliensis là một loài bướm đêm trong họ Erebidae.